# Nature Medicine
Nature Medicine é uma publicação periódica médica mensal revisada por pares publicada pela Nature Portfolio, abordando qualquer um dos aspectos da medicina. Esta publicação seria estabelecida no final da primeira metade da década de 1990. A revista procura publicar trabalhos de pesquisa que "demonstrem novas percepções sobre os processos da doença, com evidência direta da relevância fisiológica dos resultados". Como em outras revistas da Nature, não há um conselho editorial externo, no qualas decisões editoriais são feitas por uma equipe interna, embora a revisão por pares por especialistas externos constitua-se como parte do processo de revisão. Sua edição é de responsabilidade do médico brasileiro João Monteiro.
De acordo com o Journal Citation Reports, este periódico possuía, em 2021, um fator de impacto de em torno de 87.241, classificando-se em primeiro lugar dentre todas as 296 publicações categorizadas em "bioquímica e biologia molecular". Ainda, conforme divulgado pelo Superfund Research Program, possuía em 2015, um fator de impacto de mais de 53.440, sendo considerado dentre os "periódicos de alto impacto".